# 사카이 노리요시
사카이 노리요시(일본어: 酒井 宣福, 1992년 11월 9일 ~ )는 일본의 축구 선수이다.

## 구단 경력
그는 2011년부터 J리그의 알비렉스 니가타, 아비스파 후쿠오카, 파지아노 오카야마, 오미야 아르디자, 사간 도스, 나고야 그램퍼스에서 뛰었다.